# Veselin Velikov
Pour les articles homonymes, voir Velikov.
Veselin Velikov, né le 19 mars 1977 à Elena en Bulgarie, est un footballeur bulgare.